# Carrick-on-Shannon
Carrick-on-Shannon (irsky Cora Droma Rúisc) je největší město hrabství Leitrim v Irsku, menší část obce pak leží v hrabství Roscommon. Nachází se na strategickém brodu řeky Shannon.

## Památky

### Městský most a přístaviště

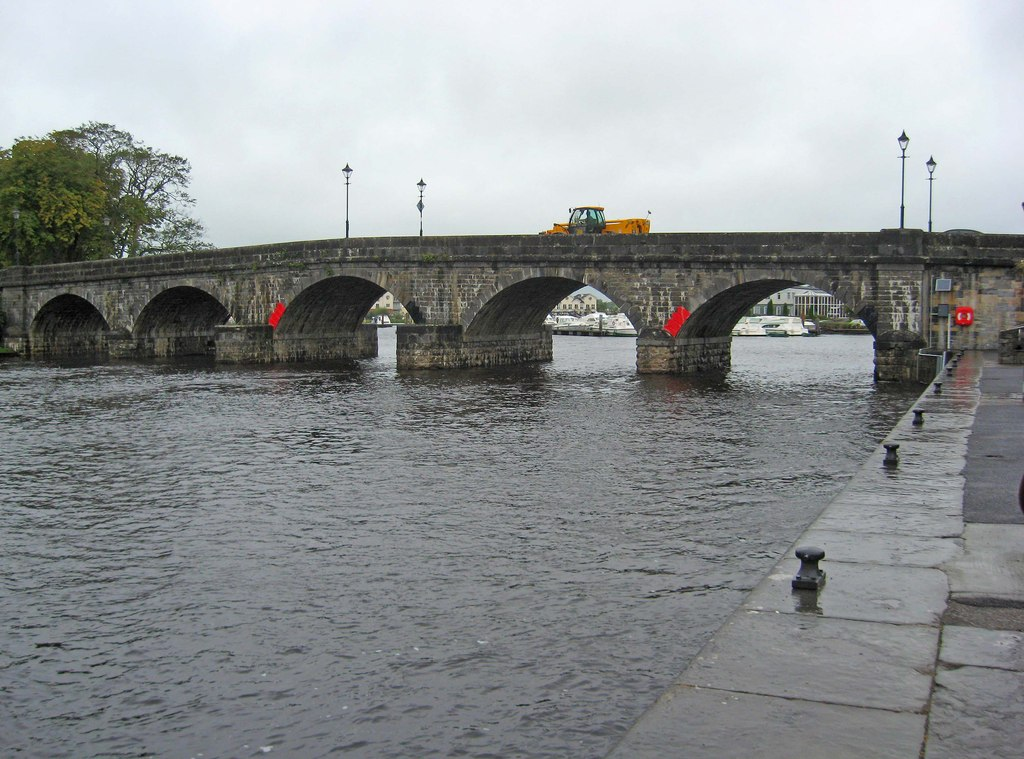
Carrick Bridge, Carrick-on-Shannon

Až do začátku 19. století končila vodní doprava na řece Shannon u vesnice Drumsna. Ve 40. letech 19. století si rozšíření plavby vyžádalo rozsáhlé úpravy řeky, stavbu zdymadel v Drumsně a Knockvicaru a stavbu nového mostu a přístaviště v Carrick-on-Shannon. Nový kamenný most, postavený roku 1846, nahradil původní dřevěný.
Po více než sto let, až do zániku společnosti Grand Canal Company v roce 1960, byl Carrick-on-Shannon hlavním skladištěm pro vodní dopravu na řece Shannon; z Dublinu, Athlonu či Limericku se zde dopravovalo dřevo, cement, železné zboží a Guinness.

### Kostely
Katolický kostel Panny Marie byl postaven v novogotickém stylu podle návrhu dublinského architekta W. H. Hagua; vysvěcen byl 19. října 1879. Thomas Fitzgerald, kněz dohlížející na výstavbu kostela, je pohřben pod kněžištěm před oltářem. Město spadá pod farnost Kiltoghert v římskokatolické diecézi Ardagh a Clonmacnoise.

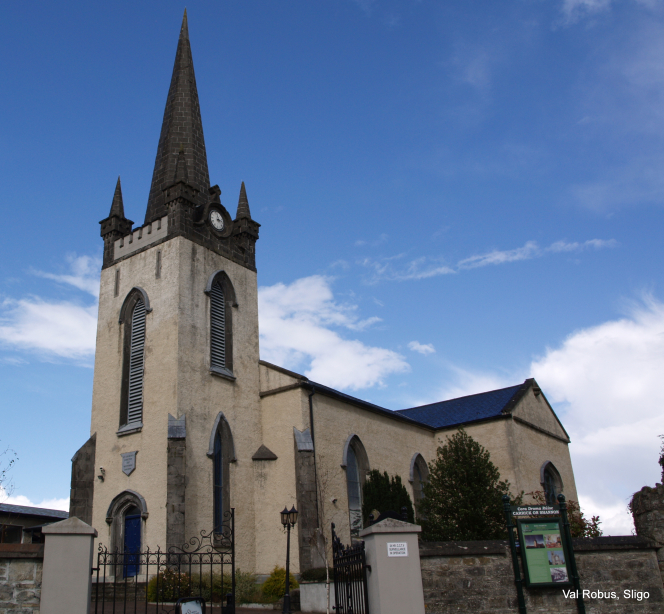
Kostel sv. Jiří, Carrick-on-Shannon

Kostel svatého Jiří v Carrick-on-Shannon je oproti tomu farním kostelem irské církve (před rokem 1698 se farní kostel nacházel v Kiltoghert). Budova byla přestavěna v roce 1829.

## Kultura
The Dock je městské umělecké centrum sídlící ve zrekonstruované soudní budově z 19. století. Bylo otevřeno v roce 2005 a zahrnuje divadlo, umělecké galerie a ateliéry. Od roku 2013 pořádá každoročně začátkem dubna festival Phase One, kterého se účastní umělci a hudebníci spjatí s moderním uměním či elektronickou hudbou.

## Sport
V Carrick-on-Shannon působí St Mary's GAA Club, původně založený roku 1889, fotbalový klub Carrick Town FC a ragbyový Carrick-on-Shannon RFC. Carrick on Shannon Rowing Club, nejstarší ze všech sportovních organizací ve městě, byl založen již v roce 1836 a je tak nejstarším veslařským klubem v Irsku a zároveň jedním z nejstarších v Evropě.